# Limulatys reliquus
Limulatys reliquus är en snäckart som beskrevs av Tom Iredale 1936. Limulatys reliquus ingår i släktet Limulatys och familjen Haminoeidae. Inga underarter finns listade i Catalogue of Life.